# Línea 3 (Esquel)
La Línea 3 es un servicio de pasajeros del transporte de la ciudad de Esquel. Esta línea pertenece a la empresa Transporte Acevedo.
El servicio de la línea 3 opera de lunes a viernes desde 6:50 horas hasta las 21:30 horas. Los sábados desde 7:30 horas hasta las 21:10 horas.Domingos y Feriados:De 09:00 a 13:00hs y de: 16:00 a 20:00hs El Servicio cuesta $11.00 para el boleto común.

## Recorrido
Servicio diurno 
| BUS2 | KBHFa |

|  | BHF |

|  | BHF |

|  | BHF |

|  | BHF |

|  | BHF |

|  | BHF |

|  | BHF |

|  | BHF |

|  | BHF |

|  | BHF |

|  | BHF |

|  | BHF |

|  | BHF |

|  | BHF |

|  | BHF |

|  | BHF |

|  | BHF |

|  | BHF |

|  | BHF |

|  | BHF |

|  | BHF |

|  | BHF |

|  | BHF |

|  | BHF |

|  | BHF |

|  | BHF |

|  | BHF |

|  | BHF |

|  | KBHFe |